# Теленгит-Сортогой
Теленгит-Сортогой (рос. Теленгит-Сортогой) — село Кош-Агацького району, Республіка Алтай Росії. Входить до складу Теленгит-Сортогойського сільського поселення.
Населення — 595 осіб (2015 рік).